# Friedrich Theodor von Frerichs

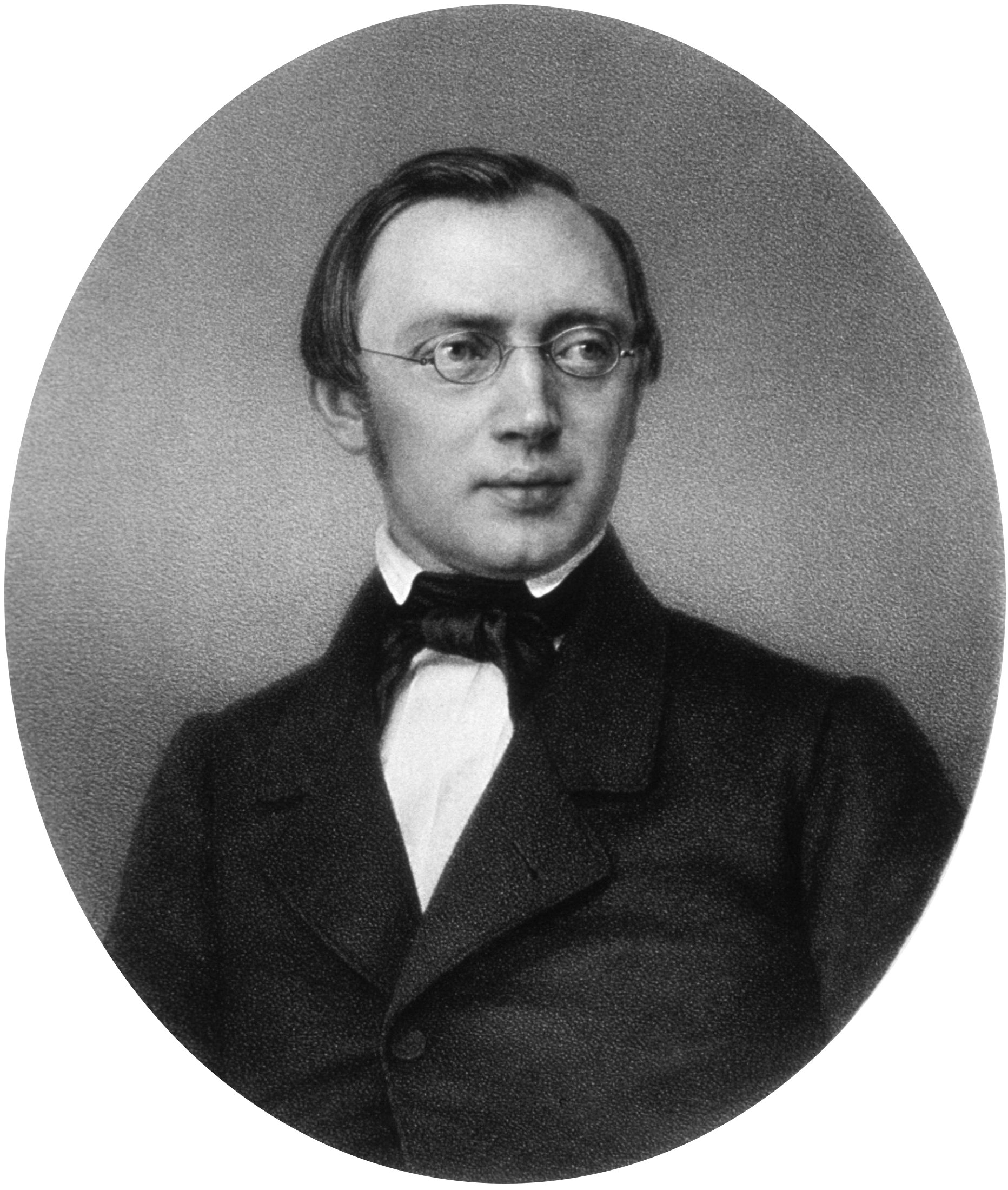
Friedrich Theodor von Frerichs.

Friedrich Theodor von Frerichs, född 24 mars 1819 i Aurich, Hannover, död 14 mars 1885 i Berlin, var en tysk läkare.
Frerichs var från 1842 praktiserande läkare i sin födelsestad och bosatte sig 1846 som privatdocent i Göttingen samt blev 1850 professor och föreståndare för akademiska sjukhusets poliklinik i Kiel, 1851 professor i patologi och terapi samt chef för den medicinska kliniken vid universitetet i Breslau och var 1859-84 professor i invärtes medicin i Berlin. Därjämte blev han även föreståndare för medicinska kliniken på Charitésjukhuset i nämnda stad och ministeriets föredragande råd i medicinalärenden. Han adlades 1884. 
Frerichs vetenskapliga bana inföll vid den tid, då det stora genombrottet inom tysk medicin ägde rum. Med levande intresse och avgjord framgång ställde han sig bland den nya riktningens förkämpar. Redan hans artikel Verdauung i Rudolf Wagners "Handwörterbuch der Physiologie" gjorde hans namn högt skattat. När så hans arbete om Brights sjukdom, Die Brightsche Nierenkrankheit und ihre Behandlung (1851), såg dagen, hälsades han såsom en av sitt lands främsta kliniker, och ännu mera steg hans rykte genom hans Klinik der Leberkrankheiten (två band, med atlas, 1859-62), av Institut de France belönad med montyonska priset. Han utgav 1884 den värdefulla monografin Ueber den Diabetes. Tillsammans med Ernst Viktor von Leyden grundade han "Zeitschrift für klinische Medicin".